# 関田英里
関田 英里（せきた ひでさと、1921年（大正10年）9月1日 - 2002年（平成14年）10月30日）は、日本の経済学者。元高知大学学長、同大学名誉教授。専門は経済史、農業経済学。高知県生まれ。

## 経歴
1921年9月1日、高知県長岡郡大篠村大埇（現南国市）において、海軍武官の父関田繁里と母豊榮の長男として生まれる。幼少期は郷里で祖父母のもとに過ごし、1927年に父母のもとへ上京。1934年3月、東京市世田谷区立八幡尋常小学校を卒業。同年4月、父の赴任先の長崎県立佐世保中学校を受験し入学。1935年秋頃、父の転勤に伴い麻布中学校に転入。1937年夏頃、父の死に伴い帰郷し高知県立高知城東中学校に転入。1938年3月、同校を修了。同年4月、旧制高知高等学校文科甲類に入学。1941年3月、同校を卒業。同年4月、東京帝国大学経済学部経済学科に入学。1944年9月、同校を卒業。在学中の1943年10月、文科系大学生の徴兵猶予の制度が停止となり、徴兵検査を受けさせられる。検査の結果、筋骨薄弱のため丙種合格となり、第二国民兵役に編入される。同年12月、臨時召集により高知朝倉の歩兵第44聯隊補充隊に入営（学徒出陣）、二等兵として初年兵訓練を受ける。その後、熊本の西部軍教育隊を経て、浜松の第61飛行場大隊にて陸軍見習士官として終戦を迎える。
復員後、高知新聞記者、高知県立女子専門学校講師、中央労働委員会書記を経て、1949年に労働事務官から文部教官へ転任、高知大学へ出向する。以後、同大学で文理学部助手、文理学部講師、文理学部助教授を経て、1967年8月に文理学部教授、1977年5月に人文学部教授。また、高知大学評議員、高知大学一般教育主事、高知大学人文学部長、国立大学協会第5常置委員会委員、高知大学長事務取扱を歴任し、1983年9月に高知大学学長に就任。その後も、国立大学協会第3常置委員会委員、高知医科大学参与、国立大学協会理事・第4常置委員会委員、国立大学協会第6常置委員会委員を歴任し、1989年9月に高知大学学長を任期満了で退官。高知大学名誉教授の称号を授与される。2002年10月30日、死去。享年82。
専門は経済史と農業経済学で、早くから土佐における「郷士」や「石高」の研究で注目された。社会経済史に関する研究、近世村方騒擾に関する研究、高知県農業問題に関する研究、教育問題に関する研究など、その業績は多岐に亘り、多数の著書・論文・研究業績を残す。また、さまざまな分野の学会に所属し、社会経済史学会、地方史研究協議会、土地制度史学会では評議員などの全国委員を歴任。社会経済史学会では中国四国部会理事も務めた。学外での活動も幅広く、高知県過疎問題協議会、高知市消費者保護会議、高知市商工業振興委員会で会長・委員長を務めたほか、「高知市民の大学」顧問や「高知の文化を考える会」座長を務めるなど、官民問わず多くの活動に携わり、大学を地域に身近なものとした。高知大学学長を退官後は、自由民権記念館建設期成会副会長を経て高知市立自由民権記念館初代館長に就任（1990年〜1995年）、若手の職員を指導・激励して同館の礎を築いた。

## 年譜
- 1921年（大正10年）9月1日：誕生
- 1934年（昭和9年）3月：東京市世田谷区立八幡尋常小学校卒業
- 1934年（昭和9年）4月：長崎県立佐世保中学校入学
- 1935年（昭和10年）秋頃：麻布中学校転入
- 1937年（昭和12年）夏頃：高知県立高知城東中学校転入
- 1938年（昭和13年）3月：高知県立高知城東中学校修了
- 1938年（昭和13年）4月：旧制高知高等学校文科甲類入学
- 1941年（昭和16年）3月：旧制高知高等学校文科甲類卒業
- 1941年（昭和16年）4月：東京帝国大学経済学部経済学科入学
- 1943年（昭和18年）10月：徴兵検査の結果、第二国民兵役編入
- 1943年（昭和18年）12月：臨時召集により高知朝倉の歩兵第44聯隊補充隊に入営（学徒出陣）、二等兵として初年兵訓練
- 1944年（昭和19年）3月：熊本の西部軍教育隊に派遣
- 1944年（昭和19年）9月：東京帝国大学経済学部経済学科卒業
- 1944年（昭和19年）9月：浜松の第61飛行場大隊に転属
- 1945年（昭和20年）8月：陸軍見習士官として終戦
- 1945年（昭和20年）9月：復員除隊
- 1945年（昭和20年）11月：株式会社高知新聞社入社、記者・編集局政経部、論説委員室に勤務* 1946年（昭和21年）：日本新聞通信労働組合高知新聞支部執行委員、新聞通信放送争議に斗争委員として参加
- 1947年（昭和22年）5月：株式会社高知新聞社退社
- 1947年（昭和22年）5月：高知県立女子専門学校講師
- 1949年（昭和24年）1月：高知県立女子専門学校講師退職
- 1949年（昭和24年）1月：中央労働委員会書記（労働省嘱託）、同委員会職員労働組合書記長
- 1949年（昭和24年）6月：労働事務官
- 1949年（昭和24年）12月：文部教官へ転任、高知大学へ出向
- 1950年（昭和25年）1月：旧制高知高等学校講師
- 1950年（昭和25年）4月：高知大学文理学部助手
- 1951年（昭和26年）5月：高知大学文理学部講師、同学部職員労働組合書記長（1955年（昭和30年）から同副委員長）
- 1951年（昭和26年）9月：高知女子大学開放講座講師（1952年（昭和27年）3月まで）
- 1952年（昭和27年）5月：高知女子大学開放講座講師（1952年（昭和27年）10月まで）
- 1954年（昭和29年）4月：高知短期大学非常勤講師（1957年（昭和32年）3月まで）
- 1958年（昭和33年）4月：高知短期大学非常勤講師（1969年（昭和44年）3月まで）
- 1959年（昭和34年）11月：高知大学文理学部助教授
- 1967年（昭和42年）8月：高知大学文理学部教授
- 1971年（昭和46年）4月：高知大学評議員に併任（1989年（平成元年）9月退官まで）
- 1974年（昭和49年）9月：高知短期大学非常勤講師（1975年（昭和50年）3月まで）
- 1977年（昭和52年）5月：高知大学人文学部教授
- 1978年（昭和53年）5月：高知大学一般教育主事に併任（1979年（昭和54年）3月まで）
- 1979年（昭和54年）4月：高知大学人文学部長に併任（1983年（昭和58年）9月まで）
- 1981年（昭和56年）11月：国立大学協会第5常置委員会委員（1983年（昭和58年）9月まで）
- 1983年（昭和58年）6月：高知大学長事務取扱
- 1983年（昭和58年）9月：高知大学学長、国立大学協会第3常置委員会委員
- 1984年（昭和59年）1月：高知医科大学参与
- 1985年（昭和60年）6月：国立大学協会理事（1987年（昭和62年）6月まで）・第4常置委員会委員
- 1987年（昭和62年）6月：国立大学協会第6常置委員会委員
- 1989年（平成元年）9月：高知大学学長を任期満了退官
- 1989年（平成元年）9月：高知大学名誉教授の称号授与
- 1990年（平成2年）：高知市立自由民権記念館初代館長に就任
- 1995年（平成7年）：高知市立自由民権記念館館長を退官
- 2002年（平成14年）10月30日：死去

## 所属学会
- 社会経済史学会（1965年1月より評議員、1975年3月より中国四国部会理事）
- 地方史研究協議会（1974年10月より委員）
- 土地制度史学会（1976年2月より評議員）
- 農業経済学会
- 関西農業経済学会
- 農産物市場研究会
- 市場史研究会
- 歴史科学協議会
- 歴史学研究会
- 日本史研究会
- 中四国商経学会
- 土佐史談会

## 学外活動

### 審議会等
- 1948年3月〜1949年1月　高知県使用者労働教育諮問委員会委員
- 1951年4月〜1953年3月　高知県労働者災害補償・同保険審査会委員
- 1955年10月〜1958年9月、1962年11月〜1966年10月　高知市社会教育委員
- 1956年6月〜1971年10月　高知市史編集委員
- 1958年4月〜1967年3月　高知市政調査員
- 1959年2月〜1965年6月　文部省史料館地方調查員
- 1961年6月〜1962年3月　高知市経済基本問題調査会専門委員
- 1967年4月〜1968年3月、1973年9月~12月　高知市基本計画審議会委員
- 1970年2月〜1972年3月　高知市中央卸売市場運営審議会委員
- 1972年4月〜1984年3月　高知市中央卸売市場開設運営協議会委員
- 1974年1月〜3月　高知県野菜流通総合計画協議会委員
- 1975年7月〜1983年12月　高知市交通問題審議会委員
- 1975年11月〜1978年 4月　高知県総合開発審議会専門委員
- 1976年2月〜不明　高知市消費者保護会議委員（委員長）
- 1980年7月〜11月　高知市総合計画審議会委員
- 1982年3月〜1984年3月　高知市商工業振興委員会委員（委員長）
- 1983年5月〜1985年5月　高知市立公民館運営審議会委員
- 1983年9月〜1989年9月　国立室戸少年自然の家運営委員
- 1983年10月〜1984年3月　高知広域都市圏総合都市交通計画委員会委員
- 1983年12月〜1989年11月　高知県総合開発審議会委員
- 1984年11月〜不明　高知家庭裁判所委員会委員
- 1984年11月〜不明　簡易裁判所判事推薦委員会（高知地方裁判所）委員
- 1984年12月〜不明　高知県過疎問題協議会委員（会長）
- 1985年1月〜不明　高知県社会保険医療協議会委員
- 1985年10月〜不明　高知県文化推進委員会委員
- 1988年5月〜不明　高知市民図書館協議会委員
- 1988年6月〜1989年3月　高知県立美術館構想検討委員会委員

### 民間団体
- 日本科学者会議：1965年12月創立、創立発起人、1981年6月参与
- 高知農業問題研究会：1966年1月発会、会長
- 高知自治体問題研究所：1968年4月設立、副理事長、1981年9月理事長、1983年9月顧問
- 高知市民の大学：1977年4月開設、運営副委員長、1983年9月顧問
- 朝鮮国女の墓を守る会：1981年7月結成、会長
- 高知の文化を考える会：座長（1988年〜1990年）
- 日朝協会高知県連合会：会長、朝鮮民主主義人民共和国功労メダル授賞

## 著書
- 1956年12月『高知県の歴史』（共著）、高知市民図書館
- 1958年 4月『高知県の社会——ミツマタとトウモロコシの村——』（共著）、高知市民図書館
- 1960年1月『高知県の歴史（改訂新版）』（共著）、高知市民図書館
- 1966年3月「遠隔園芸産地の形成（「日本の農業」第45集）』（編著）、農政調査委員会・ 不二書房
- 1968年5月『戦後日本の農業と農民』（共著）、新評論社
- 1970年2月『たたかい学ぶ教師たち』（共著）、明治図書
- 1972年6月『歴史をひらく教師たち』（共著）、民衆社
- 1975年12月『高知県政——批判と展望——』（共著）、高知自治体問題研究所
- 1978年5月『炎の軌跡——土佐企業人物語——』（共著）、株式会社高知新聞企業出版
- 1981年2月『高知県施設園芸野菜の生産と流通について』 （編著）、全国農業協同組合中央会
- 2001年9月『行秋：関田英里句歌集』
- 2001年12月『往時茫々』

## 論文
- 1952年10月「土佐藩における地方知行について」『土佐史談』第81号、土佐史談会
- 1952年12月「封建土佐における生産力の発展と地代〔1〕——土佐藩経済史の基礎数字について——」『高知大学学術研究報告』第1巻第19号
- 1953年5月「封建支配と農民の抵抗（上）」『るねさんす』 第60号、高知県教職員組合
- 1953年6月「明治15年以後の板垣と自由党」『高知県人』第2巻第5号
- 1954年1月「教育風土記・高知県」『新しい教室』第9巻第2号
- 1954年12月「土佐藩政後期の郷士について」『地方史研究』第16号、地方史研究協議会
- 1954年11月「水爆下のまぐろ漁業———高知県室戸地区における実態——」（共著）『産業月報』第3巻第9・10号、大阪市立大学商学部経営研究会
- 1955年12月「土佐の歴史から」『日本文化風土記』第6巻、河出書房
- 1957年3月「切畑経営地帯の経済構造——高知県高岡郡仁淀村大字本村を中心として ——」（編著）『高知大学学術研究報告』第5巻第32号
- 1957年3月「近世土佐藩山村における村方騒動——長者村騒動史料紹介——」『土佐史談』第90号
- 1957年7月「土佐の「石高」について」『土佐史談』第91号
- 1960年2月「土佐の紙漉」地方史研究協議会編『日本産業史大系』第7巻、河出書房
- 1960年9月「新規郷士とその領知——大石家の場合——」『高知大学学術研究報告』第9巻第10号（山本大編『土佐史の諸問題』1978年6月、名著出版に再録）
- 1960年10月「庄屋同盟の要求と意識（上）」『土佐史談』第99号
- 1961年6月「「平紙」 の発展と「諸郡紙」の成立」『土佐史談』第100号
- 1962年3月「高知」和歌森太郎編『城下町』有紀書房
- 1962年3月「機械すき和紙業の最近の動向」（共著）『市政研究』第7号、高知市開発室
- 1963年1月「高知市における農業生産の推移と農家階層分化の実態」『市政研究』経済基本問題特集号、高知市開発室
- 1964年12月「土佐と朝鮮」『土佐史談』第108号
- 1965年7月「高知県中央地区の経済概況」（共著）『市政研究』第9号、高知市開発室
- 1967年8月「山村における教育の荒廃と経済の崩壊」『国民教育研究』第40号、国民教育研究所
- 1967年9月「西峰の歴史」『高知県における山村の実態——大豊村西峯——』 高知短期大学農村調査班・他
- 1969年9月「山内容堂——幕藩制最後の主導者——」児玉幸多・木村礎編『大名列伝・幕末篇』人物往来社
- 1969年10月「輸送手段の発達と遠隔地園芸の動向」『農業と経済』昭和44年10月号、富民協会・毎日新聞社
- 1970年4月「高知県——社会と文化の推移、暖地農業の成立、林業と漁業の悩み」『日本の文化地理』第15巻、講談社
- 1973年3月「高知の街路市」『農畜産物流通の新形態と協同組合・住民の対應』協同組合経営研究所
- 1973年11月「四万十川流域の農山村経済と水」『高知・自治体研究』水資源開発問題特集号、高知自治体問題研究所
- 1975年8月「南国市の産業、特に農業について」『高知・自治体研究』第7号、高知自治体問題研究所
- 1976年7月「過疎地域における「地域開発」の現状と展望」自治体問題研究所編『地域自治体・第4集（地域論・地域研究・地域調査）』自治体研究社
- 1981年3月「高知県農業構造の特徴について」『昭和55年・委託研究報告書』高知県企画部企画調整課
- 1981年10月「農業近代化がもたらしたもの・高知県施設園芸野菜の場合——生産・販 売両面から見た経営上の問題点と解決策——」『協同組合経営研究月報』'81年10月号、協同組合経営研究所
- 1982年3月「城下町高知の成立と発展、高知地域の農業構造」『中小企業庁委託事業・高知地域商業近代化地域計画報告書』
- 1984年12月「明治前期における旧土佐藩郷士たち——歴史における進歩と反動——（’84年2月最終講義）」『高知論叢』第21号
- 1985年7月「高知県十和村の村づくりの軌跡と展望」吉田喜一郎監修『地域社会農業』家の光協会

## 研究業績

### 調査報告書
- 1954年3月「嶺北農業の沿革」『吉野川調査地域・山村農家経済調査報告書』高知県
- 1961年3月「四国地方の農業、農業概況・農業経営」（共著）『四国地方開発に関する農業問題調查報告書』経済企画庁総合開発局
- 1961年3月『高知県下の農業共同経営についての研究——2,3の事例について——』（共著）、高知県農業会議
- 1964年3月『高知県における農業構造の変化と農業雇用労働力』高知県農業会議
- 1965年3月『土佐の園芸——主として園芸組合の歴史——』（共著）、高知県農業会議
- 1967年3月『山村農家の出稼ぎとその経済的背景——吾北村の実態報告書——』（共著）、高知県農業会議
- 1968年3月『過疎地帯の現況と問題点——高知県東洋町野根の場合——』（共著）、高知県農業会議
- 1973年3月『高知県南国地域・広域営農団地を中心とした野菜流通の基本的構想』（編著）、全国農業構造改善協会
- 1976年3月『構造改善基礎調査報告書・徳島県美馬郡脇町』中国四国農政局

### 書評
- 1954年2月　平尾道雄著『土佐農民一揆史考』『県民クラブ』第4巻第2号
- 1967年11月　後藤靖著『士族反乱の研究』『土佐史談』第118号
- 1978年10月　上原信博編著『地域開発と産業構造——東海地域〈静岡県〉におけるその経済的社会的分析——』『土地制度史学』第81号

### 文献解題
- 1957年4月『土佐国地方慣習手引草』高知県立図書館
- 1964年12月『長宗我部地検帳・幡多郡〔上〕の二』高知県立図書館
- 1980年5月『高知県農事調查』（『明治中期産業運動資料』第13巻）、日本経済評論社

### 辞典項目担当
- 1956年5月〜1960年2月　一領具足、柄在家、等18項目『日本歴史大辞典』第1巻〜第20巻、河出書房
- 1966年5月　農産物の需要構造、農産物の流通機構、等11項目『経営経済学辞典』ミネルヴァ書房
- 1974年8月、1975年6月　後藤象二郎、土佐国、土佐藩『学芸百科事典 EPOCA』第7巻、第13巻、旺文社
- 1976年6月　永小作、時局匡救事業、等18項目『高知県百科事典』高知新聞社
- 1984年11月〜1989年3月　おこぜ組、海援隊、等7項目『日本大百科全書』第1巻〜第25巻、小学館
- 1988年8月、1989年9月　他借作配、土佐紙、等8項目『国史大事典』第9巻、第10巻、吉川弘文館

### 学会報告
- 1954年1月「土佐の「石高」 について」社会経済史学会四国部会大会（高知大学）
- 1954年5月「近世土佐の地主制」社会経済史学会第23回大会（早稲田大学）
- 1954年12月「土佐藩政後期における郷士について」地方史研究協議会1954年大会（明治大学）
- 1960年1月「郷士の土地所有・領有の性格について」社会経済史学会四国部会大会（香川大学）
- 1965年11月「高知県における蔬菜園芸の展開」社会経済史学会中国四国部会大会（愛媛大学）
- 1976年1月「過疎地域における「地域開発」の現実と展望」第5回地域自治体問題研究者全国集会（立命館大学）
- 1976年10月「戦後経済の推移と高知県農業の変貌」(シンポジウム「地域経済の変貌とその現段階」）土地制度史学会1976年度秋季学術大会（高知大学）
- 1983年10月「促成野菜における共同販売の形成と展望——高知県を中心として——」農産物市場研究会1983年度秋季大会（名古屋大学）

## 親族

### 関田家
- 父：関田繁里 - 海軍大佐。
- 母：豊榮
- 妻：和子
- 弟：関田典里 - 元三菱倉庫取締役。

### 他家
- 大叔父：土居純橘 - 民権運動家・社会活動家。
- 伯父：井上鉄治 - 海軍少佐。
- 従兄弟：井上速雄 - 海軍大尉。レイテ沖海戦で戦死。
- 従兄弟：竹村和夫 - 日本共産党高知県地方委員。妻は幸徳秋水の姪孫。